# Leptinès de Syracuse
 (avril 2020).
Si vous disposez d'ouvrages ou d'articles de référence ou si vous connaissez des sites web de qualité traitant du thème abordé ici, merci de compléter l'article en donnant les références utiles à sa vérifiabilité et en les liant à la section « Notes et références ».
Leptinès (en grec ancien Λεπτίνης / Leptínês, mort en 383 av. J.-C.) était un chef militaire de la cité de Syracuse, en Sicile.

## Famille
Leptinès est le fils de Hermocritos, par son père, il est demi-frère cadet de Denys l'Ancien, tyran de Syracuse, par sa mère, il a un autre frère, Thearidas. On lui connait une fille, qui épouse en -386 l'historien Philistos, mais peu de temps après, celle-ci se fera enfermer par son oncle Denys l'Ancien. Il est peut-être le grand-père maternel d'un certain Leptines, notable Syracusain mort en -342.

## Biographie
Il fait preuve de courage lors des batailles contre Carthage et montre de la miséricorde envers les Thuriens,.
Il est mentionné pour la première fois comme commandant de la flotte de Syracuse au siège de Motya en 397 av. J.-C. Il fut chargé du commandement du siège, tandis que Denys l'Ancien était engagé dans des batailles contre d'autres villes encore détenues par Carthage.